# John Keane
John Keane (Athens, ...) è un produttore discografico, musicista e tecnico del suono statunitense, che ha lavorato principalmente per R.E.M., Indigo Girls e Widespread Panic.
Ha aperto i suoi studi personali di registrazione nel 1981.
Negli anni John ha partecipato a diverse conferenze musicali sulla produzione e l'utilizzo di Pro Tools. Tiene un corso sull'argomento presso la Università della Georgia ed è l'autore del libro The Musician's Guide to Pro Tools (McGraw-Hill Education).

## Discografia

### Come produttore
| Project                                                   | Artist                                                    | Credit                                                | Release Date |
| --------------------------------------------------------- | --------------------------------------------------------- | ----------------------------------------------------- | ------------ |
| "Lil' Bear"                                               | Ugly Cousin                                               | Producer, Engineer, Mixing                            | 10/30/2015   |
| Hard Working Americans                                    | Hard Working Americans                                    | Mixing                                                | 1/21/2014    |
| "Before The Feast"                                        | Grassland String Band                                     | Mastering                                             | 2014         |
| The Essential Indigo Girls                                | Indigo Girls                                              | Producer                                              | 2013         |
| Wood                                                      | Widespread Panic                                          | Mixing                                                | 10/16/2012   |
| Subject To Change without Notice                          | Jimmy Herring                                             | Producer, Engineer, Mixing                            | 8/21/2012    |
| Where It Hits You                                         | Jim White                                                 | Mastering, Mixing                                     | 2/21/2012    |
| Apollo                                                    | Stockholm Syndrome                                        | Producer, Engineer, Mixing                            | 2011         |
| That Other Mile/Light of the Night                        | Randall Bramblett                                         | Remastering                                           | 2011         |
| Live in the Classic City II                               | Widespread Panic                                          | Producer, Mixing                                      | 9/28/2010    |
| Dirty Side Down                                           | Widespread Panic                                          | Producer, Engineer, Mixing, Mastering                 | 5/25/2010    |
| Love Is a War                                             | The Corduroy Road                                         | Producer, Engineer                                    | 2009         |
| Balm In Gilead                                            | Rickie Lee Jones                                          | Engineer                                              | 11/3/2009    |
| Just One Drop                                             | The Corduroy Road                                         | Producer, Engineer                                    | 4/16/2009    |
| Valdosta 1989                                             | Widespread Panic                                          | Mastering                                             | 2/24/2009    |
| New Day                                                   | Jimmy Landry                                              | Engineer                                              | 2/17/2009    |
| Bar Band Americanus                                       | Charlie Pickett                                           | Producer, Engineer                                    | 10/7/2008    |
| Carbondale 2000                                           | Widespread Panic                                          | Mixing                                                | 6/10/2008    |
| Angel Songs                                               | Tim Prince                                                | Producer                                              | 2007         |
| East of the Sun                                           | Tuatara                                                   | Engineer                                              | 7/12/2007    |
| Intermission                                              | Robert Forster                                            | Producer, Engineer, Mixing                            | 6/18/2007    |
| Chest Fever                                               | Widespread Panic                                          | Producer, Engineer                                    | 1/30/2007    |
| ShadowBoxing                                              | Blue Flashing Light                                       | Engineer                                              | 2006         |
| Volume 2                                                  | Billy Bragg                                               | Engineer                                              | 10/17/2006   |
| Rich Someday                                              | Randall Bramblett                                         | Mixing                                                | 7/11/2006    |
| Green Winter                                              | Love Tractor                                              | Mixing                                                | 4/11/2006    |
| The Workhorses of the Entertainment/Recreational Industry | The Workhorses of the Entertainment/Recreational Industry | Mastering                                             | 4/11/2006    |
| Sandbox                                                   | Michael Houser                                            | Producer, Engineer, Mixing, Mastering, Graphic Design | 1/24/2006    |
| Dog Days                                                  | BR5-49                                                    | Producer, Engineer, Mixing, Mastering                 | 1/10/2006    |
| Friendly Fire                                             | Bill Mallonee                                             | Mastering, Mixing                                     | 2005         |
| Rarities                                                  | Indigo Girls                                              | Engineer                                              | 6/14/2005    |
| Live at Myrtle Beach                                      | Widespread Panic                                          | Producer, Mixing                                      | 2/22/2005    |
| Wear N' Tear                                              | Tishamingo                                                | Engineer, Mixing, Mastering                           | 2/1/2005     |
| Mouthfeel                                                 | Magnapop                                                  | Mastering                                             | 1/25/2005    |
| Need                                                      | James Evans                                               | Engineer, Mixing, Mastering                           | 2004         |
| Jackassolantern                                           | Widespread Panic                                          | Producer, Mixing                                      | 9/28/2004    |
| Dear Life                                                 | Bill Mallonee                                             | Producer, Mastering, Mixing                           | 9/21/2004    |
| In the Mood                                               | Corey Smith                                               | Mastering                                             | 9/15/2004    |
| Über Cobra                                                | Widespread Panic                                          | Producer, Mixing                                      | 7/13/2004    |
| Holy Happy Hour                                           | Stockholm Syndrome                                        | Mixing                                                | 6/29/2004    |
| Night of Joy                                              | Widespread Panic                                          | Producer, Mixing                                      | 3/23/2004    |
| Ain't No Horse                                            | Widespread Panic                                          | Producer, Engineer, Mixing                            | 3/9/2004     |
| Tishamingo                                                | Tishamingo                                                | Producer, Engineer, Mixing                            | 2/17/2004    |
| Must I Paint You a Picture? The Essential Billy Bragg     | Billy Bragg                                               | Engineer                                              | 10/28/2003   |
| Bad Day                                                   | R.E.M.                                                    | Engineer, Mixing                                      | 10/1/2003    |
| Ball                                                      | Widespread Panic                                          | Producer, Engineer, Mixing                            | 4/15/2003    |
| Defector                                                  | John Hermann                                              | Mixing                                                | 2/11/2003    |
| Live from the Backyard                                    | Widespread Panic                                          | Mixing                                                | 2/4/2003     |
| To Understand: The Early Recordings of Matthew Sweet      | Matthew Sweet                                             | Producer                                              | 10/1/2002    |
| Door Harp                                                 | Michael Houser                                            | Producer, Engineer, Mixing                            | 9/24/2002    |
| Coast to Coast                                            | The Cowslingers                                           | Producer, Engineer                                    | 7/30/2002    |
| Live in the Classic City                                  | Widespread Panic                                          | Producer                                              | 6/11/2002    |
| Co-Balt                                                   | brute.                                                    | Producer, Engineer, Mixing                            | 4/9/2002     |
| 89/93: An Anthology                                       | Uncle Tupelo                                              | Producer, Engineer, Mixing                            | 3/19/2002    |
| Visiting Normal Town                                      | Big Wooden Radio                                          | Engineer, Mixing, Mastering                           | 9/25/2001    |
| No More Mr. Lucky                                         | Randall Bramblett                                         | Producer, Engineer, Mixing                            | 7/10/2001    |
| Don't Tell the Band                                       | Widespread Panic                                          | Producer, Engineer, Mixing                            | 6/19/2001    |
| Reveal (R.E.M.)                                           | R.E.M.                                                    | Engineer, Musician                                    | 5/14/2001    |
| Imitation of Life                                         | R.E.M.                                                    | Engineer, Mixing                                      | 4/30/2001    |
| Set the Record Straight                                   | ID-X                                                      | Producer, Mixing, Composer                            | 4/10/2001    |
| Smiling Assassin                                          | John Hermann                                              | Mixing, Percussion                                    | 4/10/2001    |
| Insulation                                                | Something 5                                               | Producer                                              | 2000         |
| Another Joyous Occasion                                   | Widespread Panic                                          | Producer, Mixing                                      | 6/6/2000     |
| Draggin' The Line                                         | R.E.M.                                                    | Engineer                                              | 10/26/1999   |
| End of Romance                                            | Charlie Mars                                              | Producer, Engineer, Mixing                            | 10/12/1999   |
| Kulanjan                                                  | Taj Mahal                                                 | Engineer                                              | 8/3/1999     |
| 'Til the Medicine Takes                                   | Widespread Panic                                          | Producer, Engineer, Mixing                            | 7/27/1999    |
| Straight Away                                             | John Keane                                                | Producer                                              | 6/15/1999    |
| Who Died & Made You King?                                 | Doubting Thomas                                           | Producer, Engineer                                    | 10/26/1998   |
| Up                                                        | R.E.M.                                                    | Engineer, Mixing                                      | 10/26/1998   |
| Let's Kill Saturday Night                                 | Robbie Fulks                                              | Engineer                                              | 9/15/1998    |
| See Through Me                                            | Randall Bramblett                                         | Mixing, Mastering                                     | 8/4/1998     |
| Calling                                                   | Sara Lovell                                               | Engineer                                              | 6/30/1998    |
| Light Fuse, Get Away                                      | Widespread Panic                                          | Producer, Mixing                                      | 4/12/1998    |
| Barrel Chested                                            | Slobberbone                                               | Mixing                                                | 8/12/1997    |
| Help Wanted Love Needed Caretaker                         | Mount Pilot                                               | Producer, Engineer, Mixing                            | 8/12/1997    |
| Love Among the Ruins                                      | 10,000 Maniacs                                            | Producer, Engineer                                    | 6/17/1997    |
| Fantastic Distraction                                     | Dime Store Prophets                                       | Producer, Engineer                                    | 5/19/1997    |
| The Lonesome Death of Buck McCoy                          | The Minus 5                                               | Engineer                                              | 5/5/1997     |
| More than This                                            | 10,000 Maniacs                                            | Producer, Engineer                                    | 5/5/1997     |
| Picnic                                                    | Robert Earl Keen                                          | Producer, Engineer                                    | 4/29/1997    |
| Bombs & Butterflies                                       | Widespread Panic                                          | Producer, Engineer, Mixing                            | 2/4/1997     |
| Albino Alligator                                          | Michael Brook                                             | Engineer                                              | 1/17/1997    |
| About to Choke                                            | Vic Chesnutt                                              | Producer, Mixing                                      | 1996         |
| Hip                                                       | Hazel Virtue                                              | Producer, Engineer                                    | 1996         |
| New Adventures in Hi-Fi                                   | R.E.M.                                                    | Engineer, Mixing                                      | 9/9/1996     |
| E-Bow the Letter                                          | R.E.M.                                                    | Engineer, Mixing                                      | 8/27/1996    |
| Lay It Down (Cowboy Junkies)                              | Cowboy Junkies                                            | Producer, Engineer                                    | 2/27/1996    |
| Blister Soul                                              | Vigilantes of Love                                        | Producer, Engineer                                    | 1995         |
| Horsebreaker Star                                         | Grant McLennan                                            | Producer, Engineer                                    | 1995         |
| Tornado Alley                                             | Terry Lee Hale                                            | Producer, Engineer, Mixing                            | 1995         |
| At the Hands of Our Intercessors                          | Buzz Hungry                                               | Engineer                                              | 10/30/1995   |
| Nine High a Pallet                                        | Brute.                                                    | Producer                                              | 9/12/1995    |
| Is the Actor Happy?                                       | Vic Chesnutt                                              | Producer, Mixing                                      | 5/23/1995    |
| Private Stock                                             | The Grapes                                                | Producer                                              | 3/14/1995    |
| Beautiful Light                                           | The Fleshtones                                            | Engineer                                              | 1994         |
| Spillage                                                  | Mercyland                                                 | Engineer                                              | 1994         |
| Normaltown                                                | Catfish Jenkins                                           | Engineer                                              | 11/15/1994   |
| Flyer                                                     | Nanci Griffith                                            | Engineer                                              | 9/13/1994    |
| Ain't Life Grand                                          | Widespread Panic                                          | Producer, Engineer, Mixing                            | 9/6/1994     |
| Drunk                                                     | Vic Chesnutt                                              | Producer, Engineer                                    | 1993         |
| Bottle Rockets                                            | The Bottle Rockets                                        | Engineer                                              | 9/18/1993    |
| Swim                                                      | Madder Rose                                               | Engineer                                              | 9/6/1993     |
| Happiness                                                 | Lisa Germano                                              | Engineer                                              | 7/27/1993    |
| the Lion Sleeps Tonight                                   | R.E.M.                                                    | Producer, Engineer, Mixing                            | 2/5/1993     |
| Don't You Know                                            | The Troggs                                                | Engineer                                              | 1992         |
| Killing Floor                                             | Vigilantes of Love                                        | Engineer                                              | 1992         |
| Out There                                                 | Original Sins                                             | Engineer                                              | 1992         |
| The Survivors Parade                                      | Ellen James Society                                       | Engineer                                              | 1992         |
| Automatic for the People                                  | R.E.M.                                                    | Engineer                                              | 10/5/1992    |
| March 16–20, 1992                                         | Uncle Tupelo                                              | Engineer                                              | 8/3/1992     |
| Kitty                                                     | Dashboard Saviors                                         | Engineer                                              | 7/20/1992    |
| Rites of Passage                                          | Indigo Girls                                              | Engineer                                              | 5/12/1992    |
| Lefty's Deceiver                                          | The Jody Grind                                            | Engineer                                              | 4/3/1992     |
| Athens Andover                                            | The Troggs                                                | Engineer                                              | 3/1/1992     |
| First We Take Manhattan                                   | R.E.M.                                                    | Engineer                                              | 1991         |
| 8 Track Stomp                                             | Chickasaw Mudd Puppies                                    | Engineer                                              | 1991         |
| A Green Little Pill                                       | Insane Jane                                               | Mixing                                                | 1991         |
| Country Boy's Dream                                       | Normaltown Flyers                                         | Engineer                                              | 1991         |
| Don't Try This at Home                                    | Billy Bragg                                               | Engineer                                              | 9/17/1991    |
| Perspex Island                                            | Robyn Hitchcock                                           | Engineer                                              | 8/6/1991     |
| Out Of Time                                               | R.E.M.                                                    | Engineer                                              | 3/12/1991    |
| Green Cat Island                                          | Run Westy Run                                             | Engineer                                              | 1990         |
| I Belong to You                                           | Nikki Sudden                                              | Engineer                                              | 1990         |
| Little                                                    | Vic Chesnutt                                              | Engineer                                              | 1990         |
| One Man's Trash Is Another Man's Treasure                 | The Jody Grind                                            | Producer, Engineer                                    | 1990         |
| Reluctantly We                                            | Ellen James Society                                       | Engineer                                              | 1990         |
| White Dirt                                                | Chickasaw Mudd Puppies                                    | Producer, Engineer                                    | 1990         |
| I Walked With A Zombie                                    | R.E.M.                                                    | Producer, Engineer, Mixing                            | 1991         |
| Chain                                                     | Pylon                                                     | Engineer                                              | 10/4/1990    |
| Nomads Indians Saints                                     | Indigo Girls                                              | Engineer                                              | 9/21/1990    |
| MacDougal Blues                                           | Kevn Kinney                                               | Engineer, Mixing                                      | 1/21/1990    |
| Indigo Girls                                              | Indigo Girls                                              | Engineer                                              | 2/28/1989    |
| Drum                                                      | Hugo Largo                                                | Engineer                                              | 1988         |
| New Experience                                            | Michelle Malone                                           | Producer, Engineer, Mixing                            | 1988         |
| No Time                                                   | The Squalls                                               | Producer, Engineer                                    | 1988         |
| Green                                                     | R.E.M.                                                    | Mixing                                                | 11/7/1988    |
| Space Wrangler                                            | Widespread Panic                                          | Producer, Engineer                                    | 2/4/1988     |
| Strange Fire                                              | Indigo Girls                                              | Producer                                              | 7/28/1986    |
| Lifes Rich Pageant                                        | R.E.M.                                                    | Engineer                                              | 7/28/1986    |
| Fables of the Reconstruction                              | R.E.M.                                                    | Mixing                                                | 6/10/1985    |
| The Normaltown Flyers                                     | The Normaltown Flyers                                     | Engineer                                              | 1981         |

### Come musicista
| Project                                               | Artist                         | Credit                                                                               | Release Date |
| ----------------------------------------------------- | ------------------------------ | ------------------------------------------------------------------------------------ | ------------ |
| Subject To Change without Notice                      | Jimmy Herring                  | Pedal Steel                                                                          | 8/21/2012    |
| Where It Hits You                                     | Jim White                      | Guitar, Pedal Steel, Vocals                                                          | 2/21/2012    |
| Apollo                                                | Stockholm Syndrome             | Guitar, Pedal Steel, Vocals                                                          | 2011         |
| Live in the Classic City II                           | Widespread Panic               | Guitar, Pedal Steel                                                                  | 9/28/2010    |
| Love Is a War                                         | The Corduroy Road              | Dobro, Guitar, Mandolin, Pedal Steel, Vocals                                         | 2009         |
| Just One Drop                                         | The Corduroy Road              | Dobro, Guitar, Mandolin, Pedal Steel, Vocals                                         | 4/16/2009    |
| Intermission                                          | Robert Forster                 | Guitar, Bass, Keyboards                                                              | 6/18/2007    |
| Chest Fever                                           | Widespread Panic               | Guitar, Vocals                                                                       | 1/30/2007    |
| Earth to Atlanta                                      | Widespread Panic               | Guitar, Pedal Steel                                                                  | 11/14/2006   |
| Sandbox                                               | Michael Houser                 | Bass, Guitar, Pedal Steel, Vocals, Piano                                             | 1/24/2006    |
| Dog Days                                              | BR5-49                         | Member of Attributed Artist, Sound Effects                                           | 1/10/2006    |
| Live at Myrtle Beach                                  | Widespread Panic               | Guitar                                                                               | 2/22/2005    |
| Dear Life                                             | Bill Mallonee                  | Guitar, Pedal Steel, Vocals                                                          | 9/21/2004    |
| Tishamingo                                            | Tishamingo                     | Banjo, Pedal Steel                                                                   | 2/17/2004    |
| Über Cobra                                            | Widespread Panic               | Pedal Steel                                                                          | 7/13/2004    |
| Must I Paint You a Picture? The Essential Billy Bragg | Billy Bragg                    | Guest Artist, Musician                                                               | 10/28/2003   |
| Coast to Coast                                        | The Cowslingers                | Pedal Steel                                                                          | 7/30/2002    |
| Door Harp                                             | Michael Houser                 | Guitar, Pedal Steel, Keyboards                                                       | 9/24/2002    |
| Conscious Contact                                     | Jerry Joseph & The Jackmormons | Keyboards, Pedal Steel, Primary Artist                                               | 4/23/2002    |
| Co-Balt                                               | brute.                         | Guitar, Pedal Steel, Vocals                                                          | 4/9/2002     |
| 89/93: An Anthology                                   | Uncle Tupelo                   | Guitar, Bass, Pedal Steel                                                            | 3/19/2002    |
| Visiting Normal Town                                  | Big Wooden Radio               | Pedal Steel                                                                          | 9/25/2001    |
| No More Mr. Lucky                                     | Randall Bramblett              | Guitar, Horn Arrangements, Loop Programming, Percussion, Programming, Shaker, Vocals | 7/10/2001    |
| Don't Tell the Band                                   | Widespread Panic               | Guitar, Guitar Effects, Noise, Pedal Steel                                           | 6/19/2001    |
| Reveal (R.E.M.)                                       | R.E.M.                         | Musician                                                                             | 5/14/2001    |
| Set the Record Straight                               | IDX                            | Composer                                                                             | 4/10/2001    |
| Smiling Assassin                                      | John Hermann                   | Percussion                                                                           | 4/10/2001    |
| End of Romance                                        | Charlie Mars                   | Guitar, Vocals                                                                       | 10/12/1999   |
| 'Til the Medicine Takes                               | Widespread Panic               | Banjo, Keyboards, Pedal Steel                                                        | 7/27/1999    |
| Straight Away                                         | John Keane                     | Primary Artist                                                                       | 6/15/1999    |
| Who Died & Made You King?                             | Doubting Thomas                | Bass, Guitar, Organ, Percussion, Vocals                                              | 10/26/1998   |
| Up                                                    | R.E.M.                         | Musician                                                                             | 10/26/1998   |
| Calling                                               | Sara Lovell                    | Drum Programming, Keyboards                                                          | 6/30/1998    |
| Help Wanted Love Needed Caretaker                     | Mount Pilot                    | Vocals                                                                               | 8/12/1997    |
| Love Among the Ruins                                  | 10,000 Maniacs                 | Guitar                                                                               | 6/17/1997    |
| The Lonesome Death of Buck McCoy                      | The Minus 5                    | Vocals                                                                               | 5/5/1997     |
| Picnic                                                | Robert Earl Keen               | Vocals                                                                               | 4/29/1997    |
| Bombs & Butterflies                                   | Widespread Panic               | Guitar, Pedal Steel                                                                  | 2/4/1997     |
| About to Choke                                        | Vic Chesnutt                   | Guitar                                                                               | 1996         |
| Lay It Down                                           | Cowboy Junkies                 | Guitar, Pedal Steel                                                                  | 2/27/1996    |
| Blister Soul                                          | Vigilantes of Love             | Guitar, 12 String Guitar, Pedal Steel, Vocals, Percussion                            | 1995         |
| Tornado Alley                                         | Terry Lee Hale                 | Guitar, Bass, Pedal Steel                                                            | 1995         |
| Horsebreaker Star                                     | Grant McLennan                 | Banjo, Bass, Guitar, Keyboards, Percussion, Vocals, Xylophone                        | 1995         |
| At the Hands of Our Intercessors                      | Buzz Hungry                    | Sonic Assistance                                                                     | 10/30/1995   |
| Nine High a Pallet                                    | Brute.                         | Pedal Steel                                                                          | 9/12/1995    |
| Is the Actor Happy?                                   | Vic Chesnutt                   | Guitar, 12 String Guitar, Pedal Steel                                                | 5/23/1995    |
| Private Stock                                         | The Grapes                     | Guitar, Vocals                                                                       | 3/14/1995    |
| Beautiful Light                                       | The Fleshtones                 | Guitar                                                                               | 1994         |
| Spillage                                              | Mercyland                      | Pedal Steel                                                                          | 1994         |
| Normaltown                                            | Catfish Jenkins                | Guitar                                                                               | 11/15/1994   |
| Flyer                                                 | Nanci Griffith                 | Guitar, Pedal Steel, Vocals                                                          | 9/13/1994    |
| Ain't Life Grand                                      | Widespread Panic               | Guitar, Pedal Steel, Vocals                                                          | 9/6/1994     |
| Drunk                                                 | Vic Chesnutt                   | Slide Guitar                                                                         | 1993         |
| Bottle Rockets                                        | The Bottle Rockets             | Pedal Steel, Vocals                                                                  | 9/18/1993    |
| Happiness                                             | Lisa Germano                   | Guitar, Pedal Steel                                                                  | 7/27/1993    |
| Killing Floor                                         | Vigilantes of Love             | Pedal Steel, Slide Guitar                                                            | 1992         |
| Lefty's Deceiver                                      | The Jody Grind                 | Guitar, Pedal Steel                                                                  | 1992         |
| March 16–20, 1992                                     | Uncle Tupelo                   | Banjo, Bass, Guitar, Pedal Steel                                                     | 8/3/1992     |
| Kitty                                                 | Dashboard Saviors              | Pedal Steel                                                                          | 7/20/1992    |
| 8 Track Stomp                                         | Chickasaw Mudd Puppies         | Bass, Guitar, Lap Steel Guitar                                                       | 1991         |
| A Green Little Pill                                   | Insane Jane                    | Pedal Steel, Piano, Tambourine, Vocal Harmony                                        | 1991         |
| Country Boy's Dream                                   | Normaltown Flyers              | Guitar, Pedal Steel, Percussion                                                      | 1991         |
| Don't Try This at Home                                | Billy Bragg                    | Bass, Guitar, Pedal Steel                                                            | 9/17/1991    |
| Out Of Time                                           | R.E.M.                         | Guitar, Pedal Steel                                                                  | 3/12/1991    |
| One Man's Trash Is Another Man's Treasure             | The Jody Grind                 | Bass                                                                                 | 1990         |
| I Walked With A Zombie                                | R.E.M.                         | Musician                                                                             | 1991         |
| MacDougal Blues                                       | Kevn Kinney                    | Banjo, Bass, Guitar, Percussion, Slide Guitar                                        | 1/21/1990    |
| Indigo Girls                                          | Indigo Girls                   | Bass, Drums, Guitar, 12 String Guitar, Shaker, Slide Guitar                          | 2/28/1989    |
| Space Wrangler                                        | Widespread Panic               | Vocals                                                                               | 2/4/1988     |
| The Normaltown Flyers                                 | The Normaltown Flyers          | Guitar, Percussion                                                                   | 1981         |
| The Boy From Nowhere, Who Fell Out of the Sky         | Nikki Sudden                   | Pedal Steel                                                                          |              |